# هجوم الخليل 2023
هجوم الخليل (أغسطس 2023) هو هجومٌ مسلّحٌ وقعَ في الحادي والعشرون من آب/أغسطس 2023 في مدينة الخليل الفلسطينية، حيثُ وقع الهجوم على المدخل الجنوبي لمدينة الخليل المسمى بـسدة الفحص وأسفرَ عن مقتل مستوطنة وإصابة آخر بجراح خطيرة.

## خلفية
جاءَ هذا الهجوم بعد أقلّ من يومينِ من هجوم مشابه حصل في مدينة حوارة يوم التاسع عشر من آب/أغسطس 2023 في الشارع الرئيسي وأسفرَ عن مقتل مستوطنيْن اثنينِ مع انسحابِ المنفذ. اعتُبر الهجوم بمثابة ردٍّ فلسطيني على اغتيال قوات الاحتلال الإسرائيلي لمصطفى الكستوني القيادي الميداني في كتائب شهداء الأقصى واغتيال عددٍ من الشباب الفلسطيني في مدينة جنين في عملياتٍ متفرّقة على مدارِ الأسابيع السابقة.

## الهجوم
نُفِّذت عملية إطلاق النار من قبل سيارة عابرة على مدخل الفحص في الشارع الالتفافي (60) بالقرب من خربة قلقس جنوب مدينة الخليل. قُتلَ في الهجوم امرأة نيجيرية عمرها 40 عامًا، وأُصيبَ إسرائيلي آخر عمره 35 سنة بجروح خطيرة.

## تداعيات الهجوم

### التعزيزات العسكرية
أعلنَ المتحدث باسم جيش الاحتلال عن قرار تعزيز تواجد القوات في مناطق الضفة الغربية بوحدة عسكرية واحدة وسريتين، كما حاولَ قادة المنطقة الوسطى لجيش الاحتلال تقييم الأوضاع الأمنية ودراسة الحاجة لزيادة التعزيزات العسكرية والأمنية في منطقة حوارة جنوبي نابلس ومنطقة الخليل. بالإضافة إلى ذلك، قامت قوات الاحتلال بنشر وحدات من وحدة دوفدفان وقوات قتالية أخرى في منطقة الخليل، وقامت باستخدام طائرات عسكرية في محاولة لمطاردة منفذي عملية الخليل.

### إغلاق جميع مداخل الخليل
أغلقت قوات الاحتلال جميع الطرق المؤدية إلى مدينة الخليل. حيث انتشرت قوات كبيرة لجيش الاحتلال في المناطق الجنوبية والشرقية والشمالية للخليل، وأُغلق مدخل مخيم الفوار مع مدينة دورا، إضافةً إلى إغلاق مدخل الخليل الحرايق ومدخل الفحص مع تواجد لجنود الاحتلال في منطقة الفحص. أُغلقت أيضًا مداخل أخرى مثل مدخل بني نعيم، ومدخل الكسارة، ومدخل بيت عينون باتجاه سعير ومدينة الخليل، بالإضافة إلى مدخل النبي يونس باتجاه سعير وحلحول. وشرعت قوات الاحتلال في عمليات بحث وتمشيط واسعة للبحث عن منفذي العملية، وتشمل هذه الجهود مدينة الخليل.

## زيارة نتنياهو لموقع العملية
أثناء زيارته لموقع العملية، شدَّد نتنياهو على أهمية الإشارة إلى تورط إيران في هذه الهجمات، وأكد أن الأجهزة الأمنية والجيش والحكومة يعملون بجد من أجل الوصول إلى المنفذين ومموليهم ومحاسبتهم. من ناحيته، أوضح وزير الدفاع يوآف غالانت أن هناك تصاعدًا في الجهود المبذولة لمواجهة التحديات المرتبطة بالتمويل الإيراني والتسلح، مع التعهد باتخاذ إجراءات إضافية لتعزيز أمن المستوطنين.

## التحقيق
وفقًا للتحقيقات الأولية التي أجرتها المؤسسة الصهيونية، تبيّن أن القوات التابعة للاحتلال والتي كانت متواجدة في موقع عسكري قريب من مكان وقوع الحادثة، لم تنتبه إلى أن صوت إطلاق النار صادر عن هجوم يستهدف مواطنين إسرائيليين وبالتالي لم يردوا بإطلاق النار، وأشارت التحقيقات إلى أنه بعدما أصبح واضحًا للجنود أن إطلاق النار كان جزءًا من عملية استهدفت مركبة للمستوطنين، كان المنفذون قد انسحبوا من المكان.